# Storingsbeeld

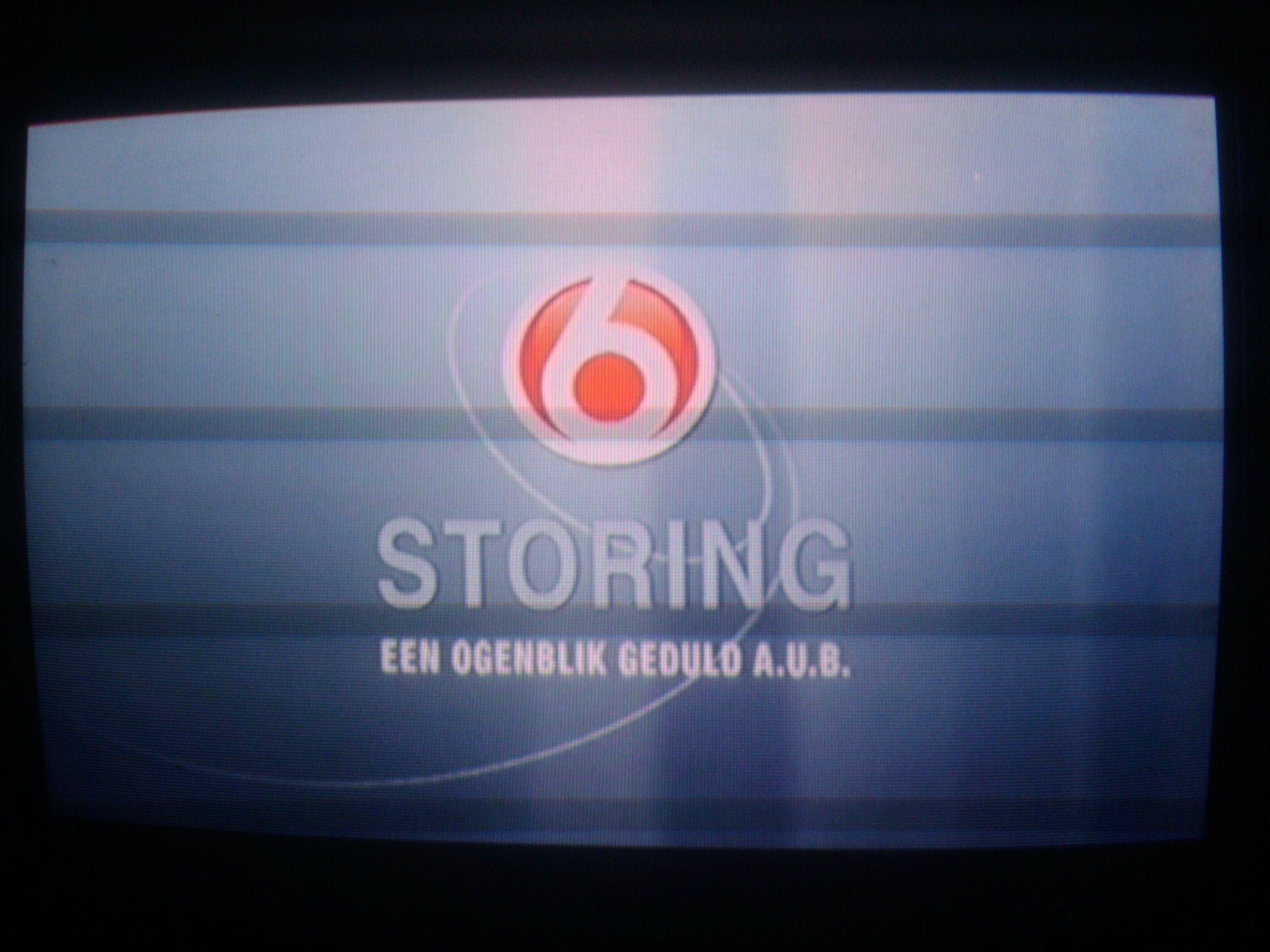
Storingsbeeld op SBS6

Een storingsbeeld (ook wel storingskaart en "even geduldje" genoemd) is een beeld dat op lineaire televisie en livestreaming wordt getoond wanneer er een storing optreedt. Deze is vaak voorzien van een tekstueel bericht en in sommige gevallen ook ondersteund met een voice-over van een omroeper gericht aan de kĳker om te wachten tot de hervatting van de programmering.
Tegenwoordig is een storingsbeeld vrij zeldzaam, maar in eerdere jaren in de televisiegeschiedenis kwamen dergelijke beelden vaker voor. Doorgaans, maar niet altijd, bestaat een dergelijk beeld uit het logo van de productie of de televisiezender, dat gebroken werd weergegeven. Op de storingsbeelden van Nederlandse en Belgische zenders staat in de meeste gevallen "Even geduld a.u.b." geschreven. In het Verenigd Koninkrĳk heet het een apology caption. Dit is een tekstbericht met een live voice-over. Sommige storingsbeelden bevatten ook muziek voor als het wachten op de hervatting lang duurt.
Een storingsbeeld is niet hetzelfde als een testbeeld waar vaak een kleurenbalk en andere visuele elementen op te zien zĳn om het videosignaal op een monitor of televisie correct af te regelen. Alhoewel in sommige gevallen een testbeeld wordt ingezet met de intentie van een storingsbeeld. Een storingsbeeld is ook niet hetzelfde als het eindscherm van YouTube dat aan het einde van een video te zien is waar er interactie van de kĳker mogelĳk is, vaak in combinatie met een call to action. Een storingsbeeld is niet de equivalent van de blue screen wat bekend staat in de wereld van IT waar een computer geen processen meer kan verwerken en geen andere opties meer kan vinden dan vast te lopen en zichzelf opnieuw op te starten. Een storingsscherm wordt altĳd handmatig geschakeld.

## Gebruik
De functie van een storingsbeeld is om de kĳker te informeren dat er een probleem bevindt en dat de gebruikelĳke programmering of het programma dat nu live is tĳdelĳk niet beschikbaar is en binnen enkele tellen kan worden hervat, dus daarvoor even geduld te hebben. Tĳdens de weergave van het storingsbeeld wordt er achter de schermen gewerkt om het probleem op te lossen.
Het inzetten van een storingsbeeld kan bĳvoorbeeld zĳn:
- omdat de verbinding tussen de eindregie of playout en de studio, reportagewagen of satellietwagen niet tot stand is gekomen of weggevallen is, terwĳl zĳ nu live gaan of al live zĳn;
- omdat de studio of externe locatie inhoudelĳk nog niet gereed is om live te gaan;
- als het beeld van bĳv. de studio zodanig is verstoord of weggevallen dat men thuis de inhoud van het programma niet meer kan begrĳpen;
- als het geluid van bĳv. de studio zodanig is verstoord of weggevallen dat men thuis de inhoud van het programma auditief niet meer kan begrĳpen;
- als er in de eindregie een storing of probleem optreedt die niet (snel) verholpen kan worden.

Het inzetten van een storingsbeeld wordt als laatste redmiddel gebruikt. Vaak wordt er terwĳl het probleem begint te ontstaan of al bezig is, een backupplan gebouwd en gebruikt zodat een storingsbeeld niet nodig is en de kĳker thuis inhoudelĳk weinig tot niets mist. Zo wordt in een sportprogramma als er een storing is bij een live-uitzending bijvoorbeeld overgeschakeld naar een andere sport of worden samenvattingen getoond van andere sportwedstrijden.
Een bekend moment van een storingsbeeld is tĳdens de gijzeling in het NOS-gebouw op 29 januari 2015. Het storingsbeeld van het NOS Journaal in Studio 8 was ruim een uur lang op de zender te zien, terwĳl het pand inclusief de eindregies van de NPO was ontruimd.